# Trypanidius rubripes
Trypanidius rubripes es una especie de escarabajo longicornio del género Trypanidius, tribu Acanthocinini, subfamilia Lamiinae. Fue descrita científicamente por Bates en 1872.

## Descripción
Mide 18 milímetros de longitud.

## Distribución
Se distribuye por Colombia, Costa Rica, Guatemala, Nicaragua y Panamá.